# 해협
해협(海峽, strait)은 육지 사이에 끼어 있는 좁고 긴 바다로, 양쪽이 넓은 바다로 통한다. 많은 해협이 수운 교통의 요지이자 군사 요충이기 때문에 정치적으로도 민감하다.
반면 인공적으로 두 바다를 잇는 수로를 운하라고 하며, 해협과 반대로 두 육지를 잇는 좁고 긴 땅을 지협이라고 부른다.

## 주요 해협
| 해협                                      | 위치                                            | 잇는 바다                | 인접 국가              |
| ----------------------------------------- | ----------------------------------------------- | ------------------------ | ---------------------- |
| 다르다넬스 해협 보스포루스 해협           | 발칸반도와 아나톨리아반도 사이                  | 지중해 - 흑해            | 튀르키예               |
| 도버 해협(칼레 해협)                      | 영국의 남동부과 프랑스의 북부 사이              | 북해 - 영국 해협(라망슈) | 영국 프랑스            |
| 릴레벨트 해협 스토레벨트 해협 외레순 해협 | 덴마크의 윌란반도와 스웨덴 사이                 | 북해 - 발트해            | 덴마크 스웨덴          |
| 마젤란 해협                               | 남아메리카 대륙 남단과 티에라델푸에고 제도 사이 | 태평양 - 대서양          | 칠레 아르헨티나        |
| 믈라카 해협                               | 말레이 반도와 수마트라섬 사이                   | 인도양 - 남중국해        | 말레이시아 인도네시아  |
| 바브엘만데브 해협                         | 아라비아 반도 남서부와 아프리카 대륙 동부 사이  | 홍해 - 아덴만            | 예멘 에리트레아 지부티 |
| 베링 해협                                 | 유라시아 대륙과 북아메리카 대륙 사이            | 태평양 - 북극해          | 러시아 미국            |
| 순다 해협                                 | 인도네시아의 수마트라섬과 자와섬 사이           | 인도양 - 자와해          | 인도네시아             |
| 지브롤터 해협                             | 아프리카 대륙과 이베리아반도 사이               | 대서양 - 지중해          | 모로코 스페인 지브롤터 |
| 호르무즈 해협                             | 이란 남부와 아라비아 반도 사이                  | 페르시아만 - 오만만      | 이란 아랍에미리트 오만 |

## 동해의 해협

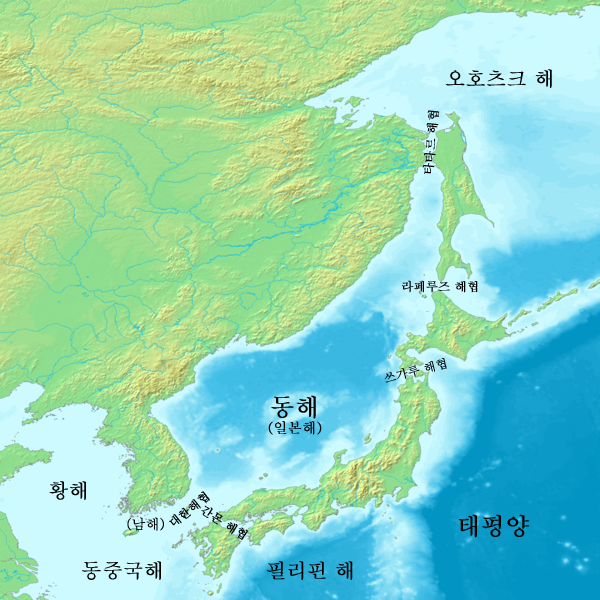
동해의 해협

| 해협          | 위치                                 | 잇는 바다              | 인접 국가     |
| ------------- | ------------------------------------ | ---------------------- | ------------- |
| 대한 해협     | 한반도와 일본 규슈 사이              | 동해 - 남해와 동중국해 | 대한민국 일본 |
| 간몬 해협     | 일본 혼슈와 규슈 사이                | 동해 - 세토 내해       | 일본          |
| 쓰가루 해협   | 일본 홋카이도와 혼슈 사이            | 동해 - 태평양          | 일본          |
| 라페루즈 해협 | 일본 홋카이도와 러시아 사할린섬 사이 | 동해 - 오호츠크해      | 일본 러시아   |
| 타타르 해협   | 러시아의 극동 본토와 사할린섬 사이   | 동해 - 오호츠크해      | 러시아        |

## 같이 보기
- 수도
- 초크포인트